# Isosaari (ö i Finland, Egentliga Tavastland, Riihimäki, lat 60,82, long 24,99)
Isosaari är en ö i Finland. Den ligger i sjön Valkjärvi och i kommunen Hausjärvi i den ekonomiska regionen  Riihimäki ekonomiska region  och landskapet Egentliga Tavastland, i den södra delen av landet, 70 km norr om huvudstaden Helsingfors. Öns area är 5,1 hektar och dess största längd är 420 meter i öst-västlig riktning.